# Бажанка, Каспер

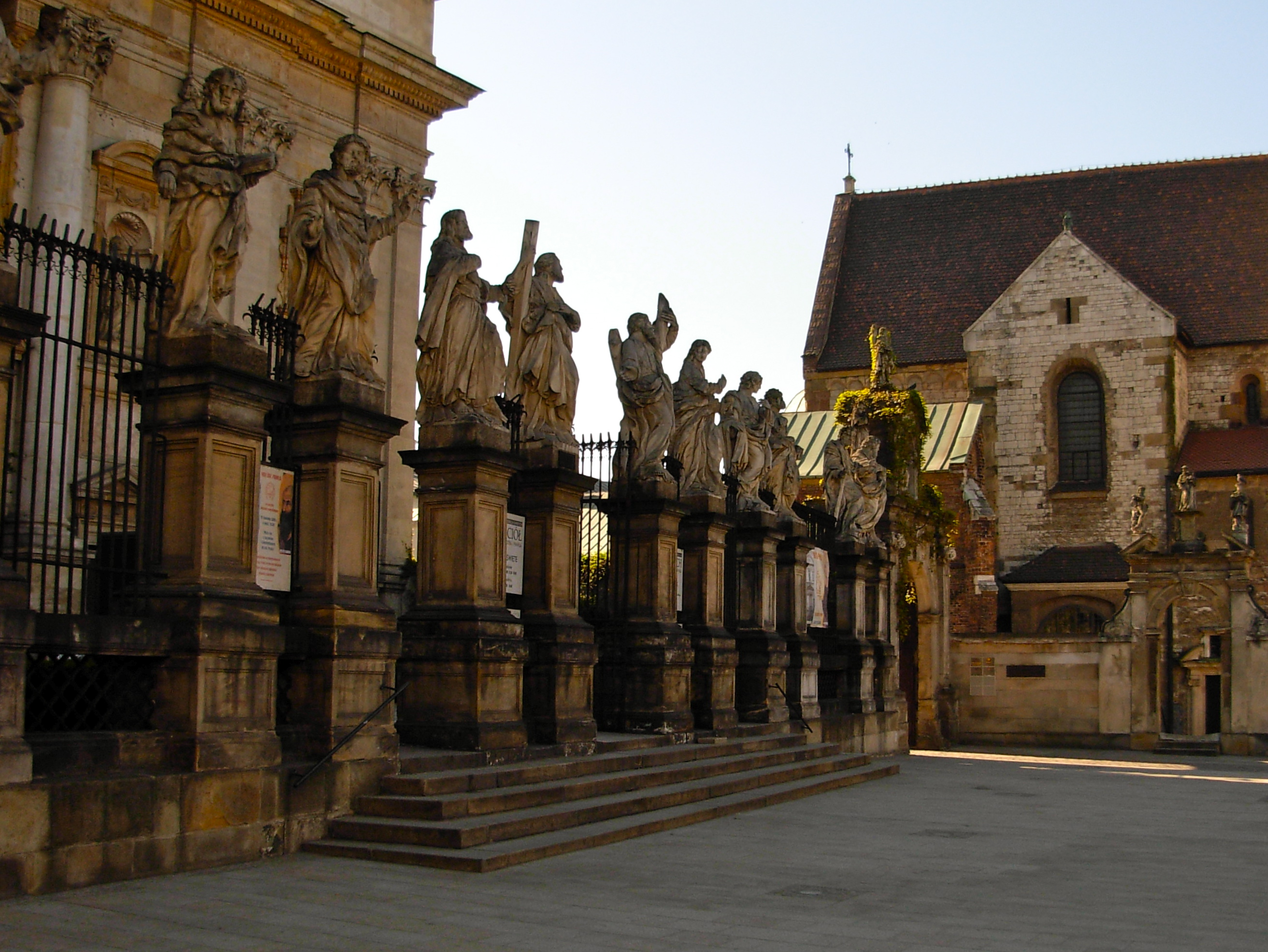
Ограда церкви святых Петра и Павла, Краков

Ка́спер (Кацпер) Бажа́нка (пол. Kasper Bażanka, 1680 — 21 января 1726, Тарнув) — польский скульптор эпохи барокко, специализировавшийся в сакральной архитектуре.
Каспер Бажанка обучался в Академии святого Луки в Риме. В 1704 году принял участие во II Климентинском конкурсе, где выиграл первый приз. Некоторое время обучался в мастерской итальянского скульптора Андреа Поццо. В 1711 году возвратился в Польшу, где стал заниматься своей главной работой — реконструкцией церкви и монастыря премонстрантов в населенном пункте Имбрамовице. В этом же году был назначен художественным советником краковского епископа Казимежа Лубенского. Работал в Кракове в церкви святых Петра и Павла и на Вавеле.
В Кракове сделал серию работ в Лоретанском домике и капуцинском монастыре.
Был приверженцем техники тромплёя. На творчество Каспера Бажанки повлиял итальянские скульпторы Франческо Борромини и Джованни Лоренцо Бернини.
Каспер Бажанка страдал эпилепсией. Скончался 21 января 1726 года и был похоронен под алтарём святого Михаила в церкви святых Петра и Павла в Кракове.

## Творчество
- Церковь и монастырь премонстрантов в Имбрамовице (1711 г.);
- Надгробие подлеского воеводы Стефана Браницкого (1711 г.);
- Лоретанский домик в Кракове (1712 г.);
- Надгробие семьи Брехффов в церкви святых Петра и Павла в Кракове (1716 г.);
- Реставрация Сандомирского собора; эпитафия Стефана Жуховского (1716—1717);
- Шпиль Зегаровой башни на Вавеле (1718 г.);
- Церковь Преображения Господня (1718—1728 гг.);
- Церковь Обращения Святого Павла (1719—1728 гг.);
- Надгробие семьи Браницких в церкви святых Петра и Павла в Кракове (1720 г.);
- Ограда церкви святых Петра и Павла (1721—1722 гг.);
- Главный алтарь в соборе в Фромборке;
- Алтарь Благовещения в Мариацком костёле.